# Милан Наранџић
„Милан Наранџић “ је роман српског књижевника Јакова Игњатовића из два дела. Први део је издат 1860. под називом „Тридесет година из живота Милана Наранџића“, док је други део изашао 1863. Настао је спајањем два романескна модела: хуморно-авантуристичног романа пикарске традиције и сентиментално-романтичарског романа. Са пикарском традицијом Игњатовића спаја сирови реализам, оријентација ка приказивању ниских, приземних живота и низ ликова пробисвета, док га са сентиментално-романтичарском традицијом спаја приказивање страсти, осећајности и инсистирање на идеализму. Овај двоструки контрастни модел осликао се и на концепцију два главна јунака, Милана Наранџића и Бранка Орлића, чије животне судбине читалац паралерно прати читајући роман. Ликови ова два најбоља пријатеља изграђени су на принципу супротности. Док је Наранџић практичног духа, оптерећен храном и пићем и са јединим циљем у животу да стекне што већи новчани иметак, Орлић је идеалиста и маштар, који живи више у свету својих снова него у стварности, те се у својој средини јавља као туђинац. Ова два присутна модела Игњатовић је трансформисао и модернизовао у правцу озбиљног проблемског романа какав је створен у реализму 19 века. Личности у „Милану Наранџићу“ нису дате ван оквира друштва, као у пикарском, нити насупрот друштву, као у романтичарском роману, већ су постављене у главне токове друштвених кретања, њима одређене и за њих типичне. У роману је представљена широка лепеза различитих друштвених реалија из живота Срба под Аустроугарским царством; од школовања и занатлијских служби преко војничког позива до балова и начина склапања бракова. Из ових разлога „Милан Наранџић“ се истиче као књижевно дело са којим започиње епоха реализма у српској књижевности, то јест његова прва, протореалистична фаза.